# Sierra El Tizú
La Sierra El Tizú es una montaña en los municipios de Guadalcázar, San Luis Potosí y Mier y Noriega y Doctor Arroyo, Nuevo León; en México, la cima alcanza los 2,100 metros sobre el nivel del mar, forma parte de una región constituida por sierras bajas alargadas paralelas con orientación noroeste a sureste, que forman valles intermontanos, el suelo está compuesto por lutitas, limolitas, areniscas calcáreas y calizas arcillosas.